# Castello Maniace
Il castello Maniace (in dialetto castello Maniaci) è uno dei più importanti monumenti del periodo svevo a Siracusa e uno tra i più noti castelli federiciani.

## Il nome del castello
Il castello prende il nome dal comandante bizantino Giorgio Maniace, Principe e Vicario dell'Imperatore di Costantinopoli, discendente dalla famiglia Imperiale di Bisanzio, i cui discendenti a loro volta si imparentarono con la casa reale d'Altavilla, dalla quale discende anche Federico II di Svevia, essendo figlio dell'Imperatrice Costanza d'Altavilla. 
Secondo il Fazello, fu nell'occasione dell'edificazione di una fortezza, detta dal popolo "Torre Maniace", che offrì in dono due arieti bronzei di fattura ellenistica, portati seco da Costantinopoli, che vennero posti a decorazione dell'entrata della fortificazione.

## Storia del castello

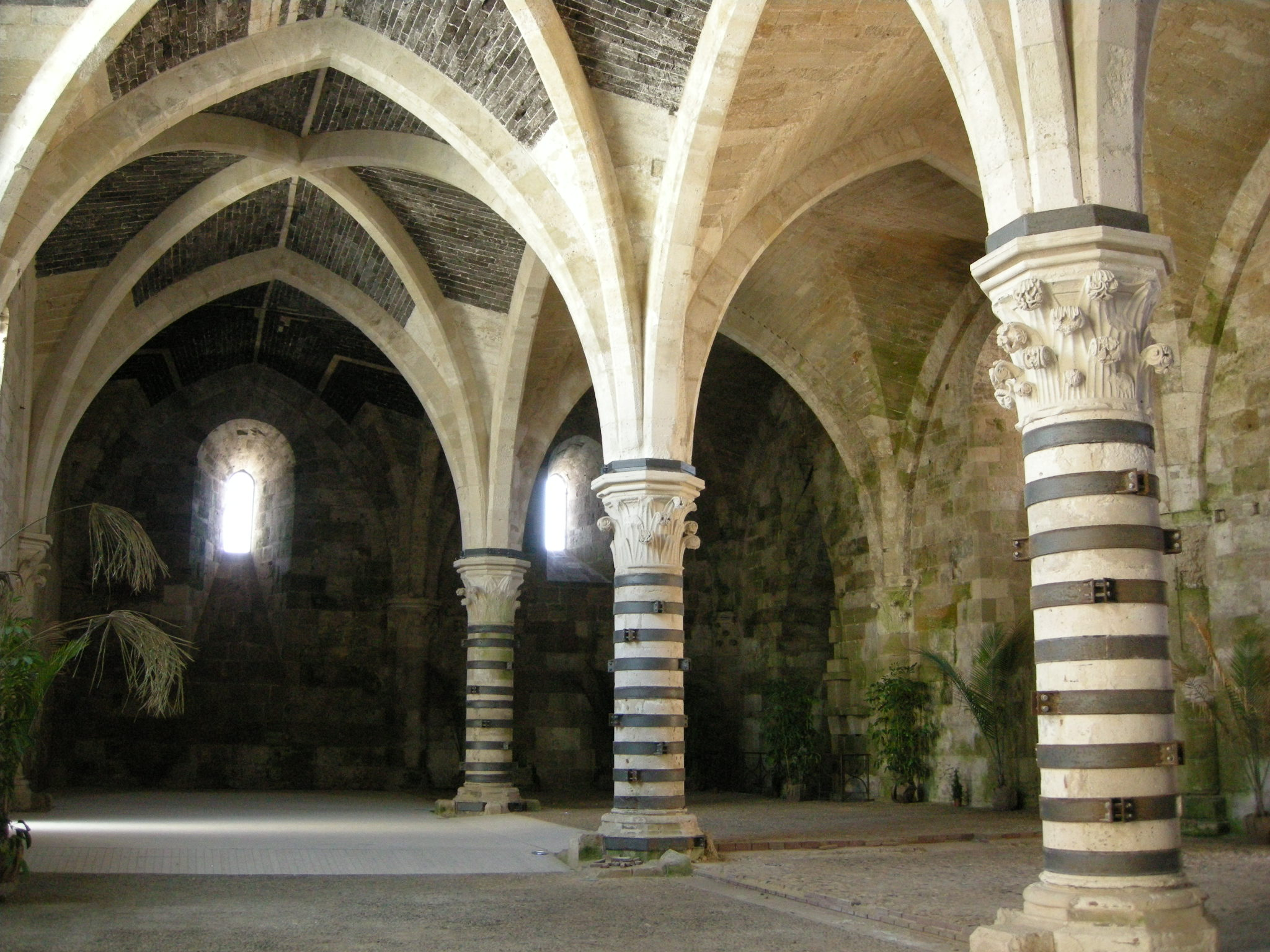
Vista interna del castello con volte a crociera costolonate.

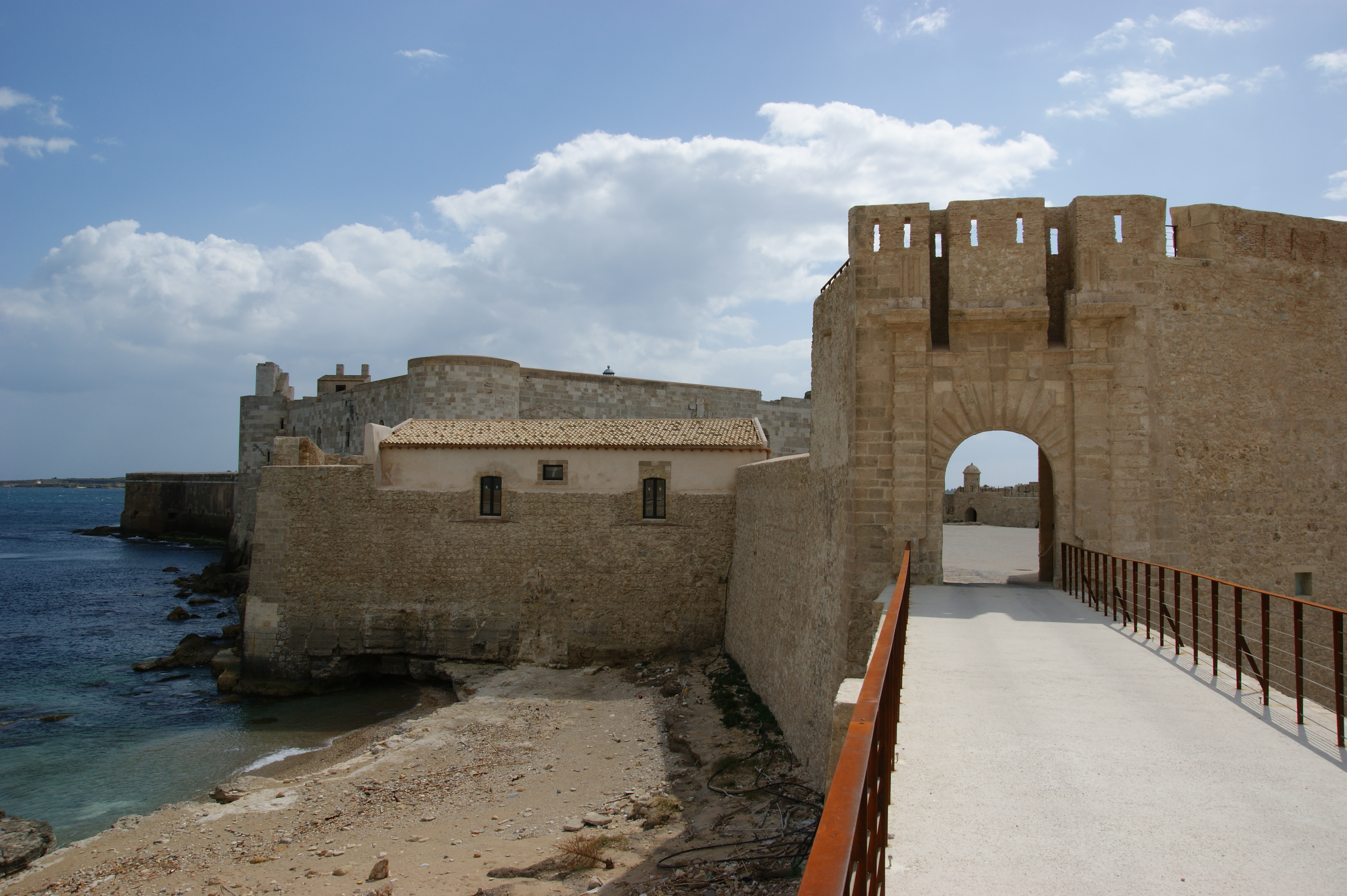
Ingresso del castello

### Edificazione ed origini

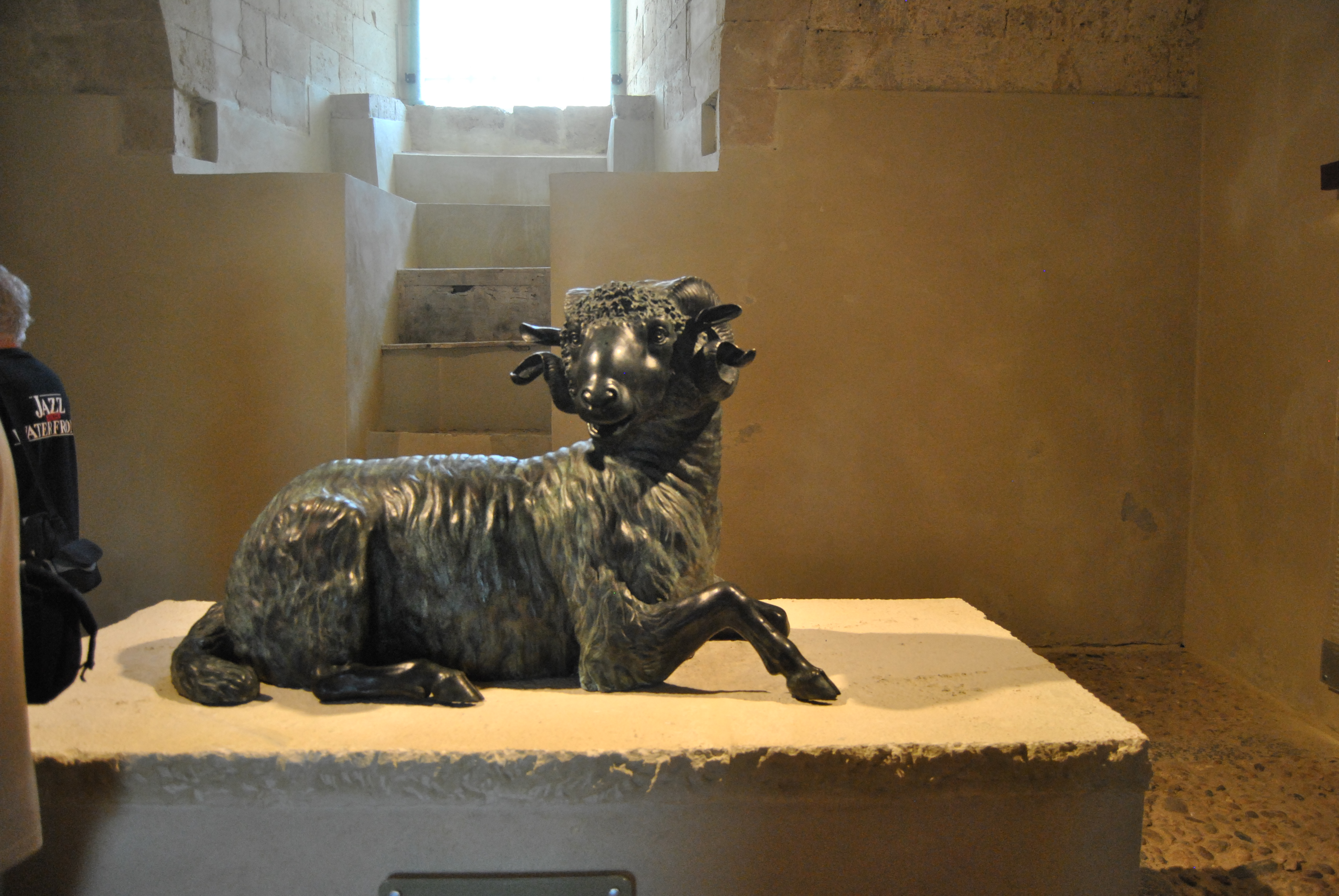
Uno dei due arieti di bronzo, copie dell'unico originale superstite, oggi al Museo Salinas di Palermo.

Nel sito in cui sorge il castello dovettero quasi certamente esistere delle fortificazioni sin dai tempi dei Greci in quanto è strategicamente importante per la difesa del Porto Grande. È pertanto credibile la tesi che nel 1038 il comandante bizantino Giorgio Maniace, Principe e Vicario dell'Imperatore di Costantinopoli da cui il castello prende nome, abbia promosso la restaurazione o la costruzione di opere a difesa del porto di Ortigia nel corso della sua campagna militare. Qualche anno dopo gli arabi si impadronirono nuovamente di Siracusa e del maniero che tennero fino al 1087 quando furono sconfitti e cacciati dai Normanni. Non ci sono tuttavia tracce evidenti di tale costruzione precedente.
L'impianto originario del castello Maniace è dovuto all'imperatore Federico II di Svevia, che ne affidò la realizzazione all'architetto Riccardo da Lentini tra il 1232 e il 1239,  poco tempo dopo il ritorno dalla Crociata in Terra Santa. La costruzione avvenne nello stesso lasso di tempo in cui sorsero alcuni altri castelli "federiciani" di Sicilia e dell'Italia meridionale. La somiglianza architettonica ne è l'evidenza. Passato agli angioini nel 1266 venne assaltato ed espugnato dalla popolazione siracusana in rivolta l'11 aprile del 1282. Nel 1302 Federico d'Aragona vi siglò l'armistizio con gli angioini.

### Medioevo
Nel 1321 ospitò la seduta del parlamento siciliano convocato per sancire l'eredità del figlio di Federico III di Sicilia, Pietro II di Sicilia. 
Nel 1325 Pietro II di Sicilia fece riattare i fossati e costruire due forti a supporto del castello.
Con gli aragonesi Siracusa divenne sede della Camera Reginale, un istituto che poneva la città a dote della regina, dal 1305 al 1536; il castello ospitò successivamente le regine, Costanza nel 1362, Maria di Sicilia nel 1399, Bianca d'Evreux nel 1416 e, infine, anche l'ultima che ebbe in dominio la città, Germana de Foix, seconda moglie di Ferdinando il Cattolico. 
A causa di ciò Castel Maniace fu tuttavia teatro delle numerose contese tra i baroni siracusani, che non accettavano l'istituto di Camera Reginale, e il potere centrale. Nel 1448 Alfonso il Magnanimo per porre fine ai tumulti dei baroni inviò a Siracusa il capitano generale Giovanni Ventimiglia, marchese di Geraci, con pieni poteri; questi, invitati a banchetto venti di quelli ritenuti i maggiori responsabili dei torbidi, una volta entrati li fece decapitare. Nell'occasione, i due arieti bronzei che ai lati del grande portale impreziosivano la facciata del castello,(attribuiti al Maniace secondo quanto riferisce Tommaso Fazello) vennero ceduti in premio dal viceré Lope Ximénez de Urrea al Ventimiglia il quale li portò seco a Castelbuono. Alla sua morte il figlio Antonio li pose ad ornamento della tomba del padre.

### Il Cinquecento
Dopo il castello decadde da residenza reginale a costruzione militare e per quasi tutto il XV secolo il castello venne adibito a prigione. Negli anni successivi al 1535 il viceré Ferdinando Gonzaga, per porre rimedio alla piaga delle frequenti incursioni piratesche saracene nelle città costiere della Sicilia orientale fece approntare un piano di rafforzamento delle difese costiere; l'incarico venne dato al famoso ingegnere militare Ferramolino da Bergamo che avviò la costruzione di nuove fortificazioni e il restauro o il potenziamento di quelle esistenti. Tra queste vi fu il rafforzamento contro l'impiego di artiglierie del castello Maniace; a scopo di costruzione venne impiegate le pietre prelevate dagli antichi monumenti. 
Nel 1540 vi prese alloggio l'ammiraglio Andrea Doria durante la spedizione organizzata da Carlo V contro i musulmani. Poco dopo il disastroso terremoto del 1542 e, da ricordare, quello del 1693, che danneggiarono il castello.

### Il Seicento

#### Colonne d'Ercole (1614) e Poseidon (1618)
Il secondo decennio del '600 rappresentò importanti cambiamenti per il castello Maniace: esso infatti venne ornato di un scudo molto significativo al suo ingresso e gli venne mutato persino il nome. Tale opere si devono al castellano che in quegli anni reggeva la più considerevole fortezza militare siracusana: lo spagnolo Joan de Roca Maldonato. Nel 1614, durante il regno del nuovo sovrano di Spagna Filippo III, egli ottenne di far trasportare sopra l'alto e massiccio ingresso di epoca sveva del castello lo scudo di Carlo V e dell'impero spagnolo, fatto fabbricare nel 1545 (probabilmente per testimoniare che nemmeno il terremoto del '42 aveva potuto far soccombere la potenza militare della Spagna di Carlo, che tanto si era spesa sulla Siracusa cinquecentesca): ciò che lo contraddistingue sono due paia di colonne d'Ercole, che in questo caso potrebbero avere avuto il classico significato di "Non plus ultra" (ovvero il primordiale, d'epoca greca; prima che la Spagna lo modificasse in "Plus ultra", come conseguenza della scoperta del continente americano), dunque "Non andare più in là; non entrare", in riferimento al ruolo militare del castello siracusano, che doveva essere temuto dai nemici del Regno. Sotto le colonne vi sono scolpiti due globi (raffigurano la Terra), circondati da quattro fiamme ciascuno; simbolo del dominio iberico sul mondo. Chiudono la sequenza due mensole di arenaria incise con un monito che non lascia dubbi sulla funzione difensiva/offensiva del castello in questione (monito forse voluto dal castellano Joan):
(L'iscrizione incisa sulle mensole arenarie che sorreggono lo stemma spagnolo del castello aretuseo.)

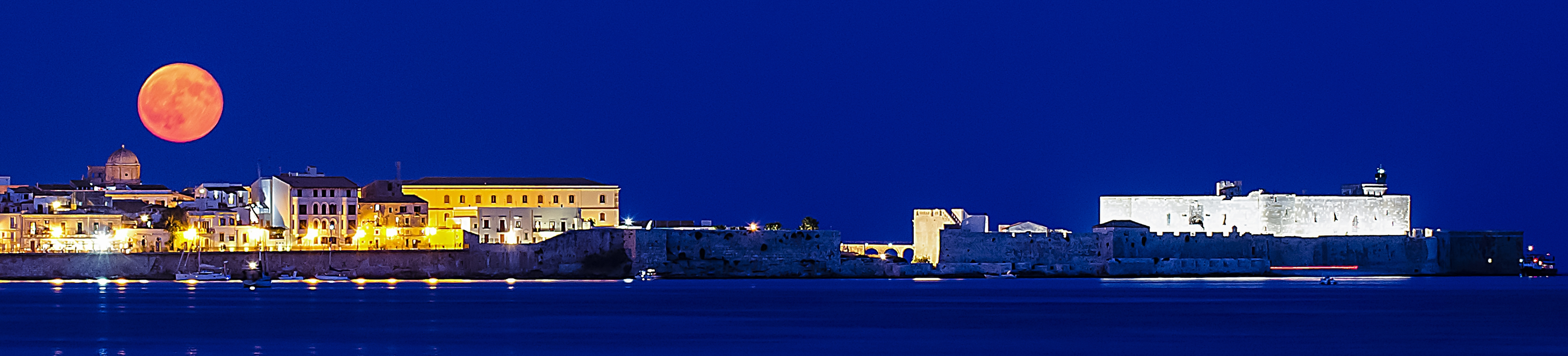
Il castello Maniace (illuminato di bianco, a destra, sull'estrema punta dell'isola di Ortigia), in epoca spagnola detto di San Giacomo, visto in una notte di Superluna rossa

Al centro vi è poi la dichiarazione che attesta la data d'origine dello scudo, il nome dell'imperatore e la data del suo trasferimento alle porte del castello.

#### Castello Maniace diviene castello San Giacomo: patrono di Spagna
Joan de Roca chiese e ottenne nel 1618 che il castello mutasse il nome: da Maniace (in riferimento al generale bizantino Giorgio Maniace, che tentò di liberare la città dal dominio arabo nel 1038) a Jago de Maniace, cioè Giacomo del quartiere Maniace, in riferimento a Giacomo il Maggiore (San Giacomo): uno dei dodici apostoli che dopo la morte di Gesù andò in Spagna a diffondere il vangelo e che ritornato in patria venne ucciso da Erode Agrippa. Joan de Roca fece inoltre mutare anche il nome delle quattro torri del castello, che divennero: San Pedro, San Catalina, San Philipe e Santa Lucia.

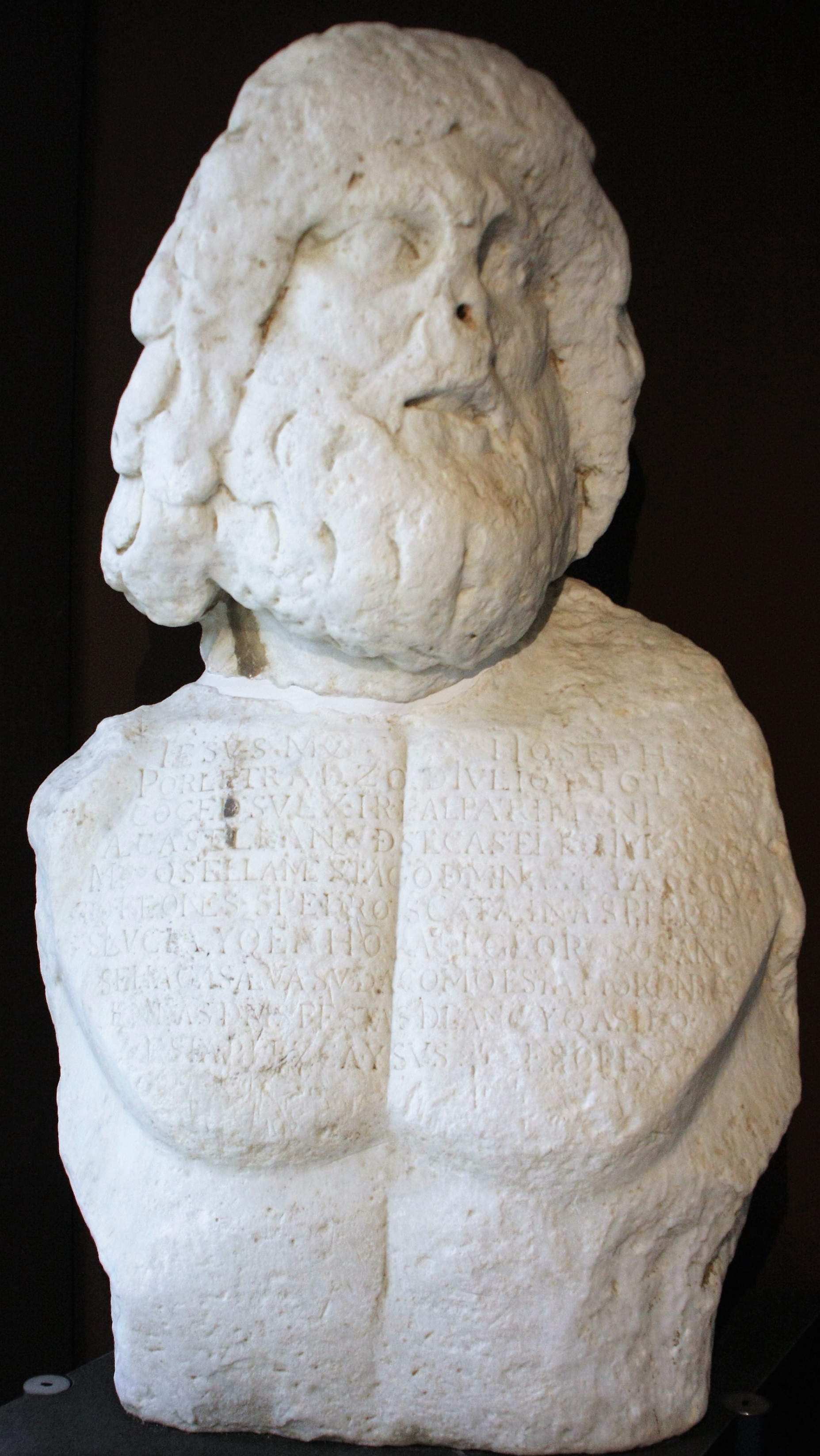
Il busto rinvenuto al castello Maniace che reca nel petto l'incisione spagnola

Da quel momento in avanti, in tutti i documenti ufficiali, fino al XIX secolo, il castello risulterà con tale nuovo appellativo, anche se tra i siracusani rimase sempre l'abitudine di chiamarlo castel Maniace. L'epigrafe, in lingua spagnola, sul nuovo nome del castello e delle torri venne rinvenuta su di un busto colossale - nel suo petto, specificatamente - collocato all'interno dell'edificio e risalente al I-II secolo. Esso venne subito identificato come Poseidone (Poseidon), dio del mare che in terra aretusea era venerato (culto ereditato dalla madre-patria Corinto), e tale rimase impresso nei documenti. Poi si sostenne si trattasse di Zeus, il padre degli dei, e infine si è recentemente sostenuto che sia Asclepio, il dio della medicina (altro forte culto della Siracusa greca).

### Il Settecento

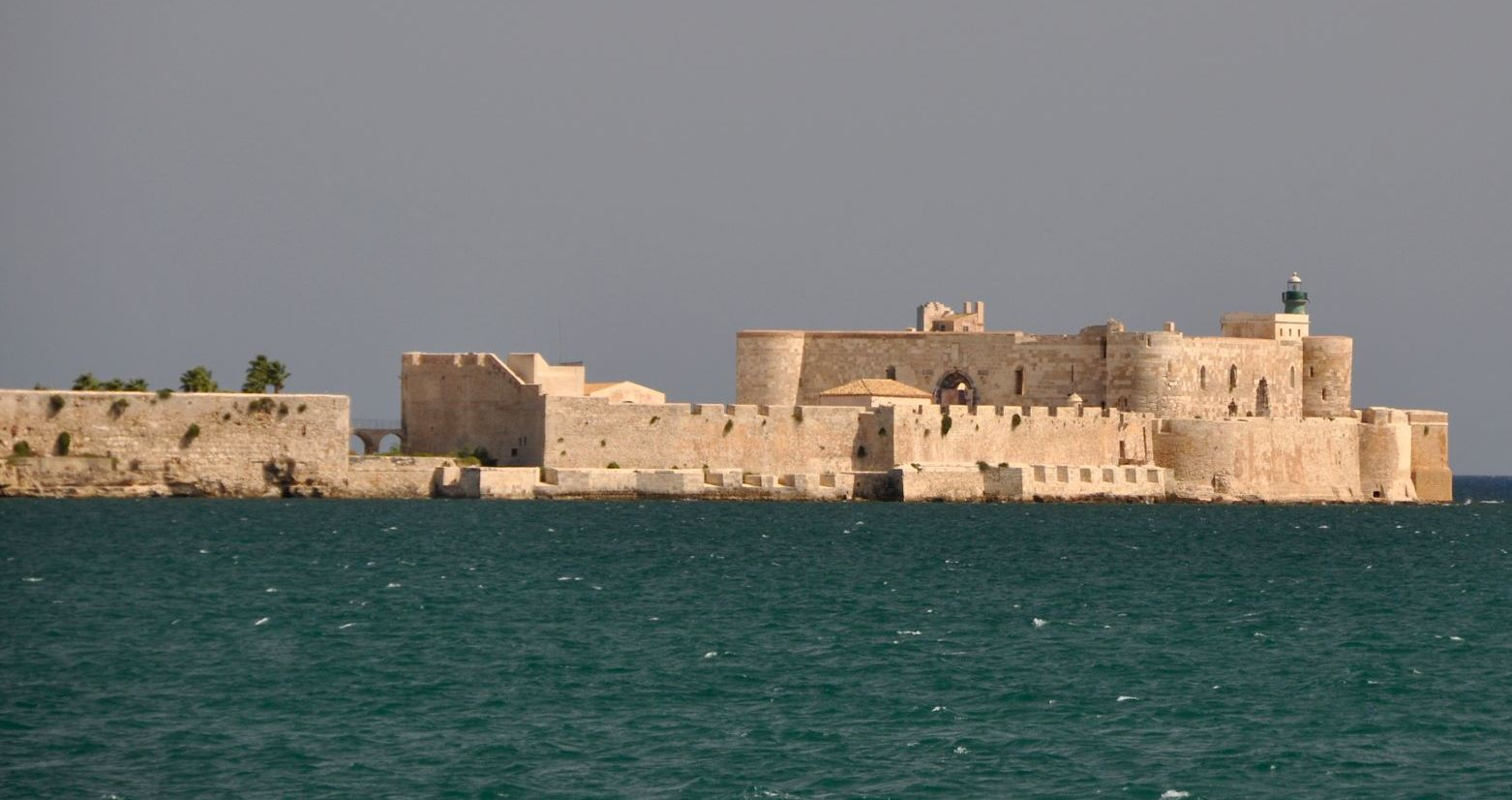
Nel 1704 un fulmine colpì il Castello Maniace (in foto), uccidendo i soldati spagnoli al suo interno e provocando alla struttura gravissimi danni

Alla fine del XVI secolo, il castello Maniace era divenuto il punto nodale della cinta muraria di Ortigia ma una notte di dicembre del 1704, durante un fortissimo temporale, un fulmine andò a scagliarsi contro la più forte base difensiva siracusana, facendo saltare in aria la sua polveriera (300 quintali di polvere chiusi in 800 barili), distruggendone le torri di avvistamento, facendone crollare un intero piano e uccidendo 33 di quei soldati spagnoli che, come di consuetudine, lo presidiavano anche in notturna.
Ciò rappresentò una rovina enorme per il castello di origine federiciana; il suo danno più grave fin dalla nascita. Il fulmine lo aveva lasciato mezzo diroccato, con tutto ciò che questo comportava per una città bellica come Siracusa, la quale non poteva permettersi di mostrare alcun lato indifeso al nemico; specialmente in anni di guerra esterna come quelli (sarà infine, un secolo dopo, il generale inglese Stuart, incaricato di occuparsi delle fortificazioni aretusee, a dare al castello nuova linfa). 
Non era la prima volta che la città doveva fare i conti anche con le folgori del cielo (nel Cinquecento il suo altissimo campanile, che serviva anche quello per dare l'allarme di nemici in vista, venne distrutto da un fulmine, e crollò due volte a causa dei terremoti; non lo ricostruirono più dopo il sisma del 1693), ma nel 1704 l'evento dovette fare impressione a tal punto che in quello stesso anno venne composto un dialogo solenne, intitolato Siracusa difesa dai fulmini, che doveva cantarsi durante la festa della Santa patrona Lucia (innumerevoli le volte che i siracusani si erano affidati al giudizio divino durante quel che avevano superato dal Cinquecento al Settecento).
Nel XVII secolo l’architetto militare fiammingo Carlos de Grunembergh fece aggiungere la fortificazione a punta di diamante che si trova all’estremità del promontorio, il cosiddetto Forte della Vignazza.

### Nel periodo borbonico
Nel periodo borbonico il castello riacquistò le sue funzioni militari e venne munito di bocche da fuoco. Nel 1838 in seguito ai moti che si stavano scatenando in tutto il regno borbonico venne dotato di una costruzione di difesa. Anche dopo l'unificazione d'Italia rimase una struttura militare e tale rimase fino alla seconda guerra mondiale.

### L'epoca attuale
Infine, alle soglie degli anni duemila, dopo un restauro e alla smilitarizzazione con la chiusura della storica caserma dell'esercito, il monumento è tornato alla pubblica fruizione. L'apertura al pubblico ha permesso lo svolgimento di spettacoli dell'Ortigia Festival ma anche di ospitare il cosiddetto G8 ambiente dal 22 al 24 aprile 2009 che ha visto la presenza dei ministri dell'ambiente dei paesi industrializzati.
Il castello Maniace è affidato alla Soprintendenza BB.CC.AA. di Siracusa.

## Architettura del castello
Il castello presenta una poderosa struttura a quadrilatero di 51 metri per lato di circa 12 m di altezza l’aspetto severo in virtù del suo scopo difensivo si alterna a quello di una residenza imperiale, con materiali pregiati e virtuosismi artistici. Ai quattro angoli della costruzione vi sono quattro torri cilindriche con base ottagonale inserite armoniosamente nell'opera muraria.
Castel Maniace è accessibile attraverso la porta carraia della ex-caserma Abela sita, a Siracusa, in piazza Federico di Svevia. Attraversando il successivo cortile si trova un ponte in muratura che adduce ad una porta, con colonne laterali, di epoca spagnola (XVI secolo). Tale ponte ha sostituito l'antico ponte levatoio ligneo che scavalcava il fossato che circondava il castello all'epoca della costruzione e lo separava dalla estrema punta meridionale di Ortigia; il largo fossato, colmato nel Cinquecento, metteva in comunicazione il Porto Grande con il mare aperto e a ponte alzato permetteva una migliore difesa del castello in caso di attacco.
Scavi effettuati a scopo di saggio hanno indicato che l'altezza originaria delle mura era di circa 18 metri. Lo spessore medio delle mura principali è di circa 3,5 m. La facciata principale è orientata verso Ortigia, i lati a nord-est e a sud-ovest all'epoca della costruzione erano a picco sul mare e così rimasero fino al XVI secolo quando gli spagnoli eressero i due rispettivi contrafforti.

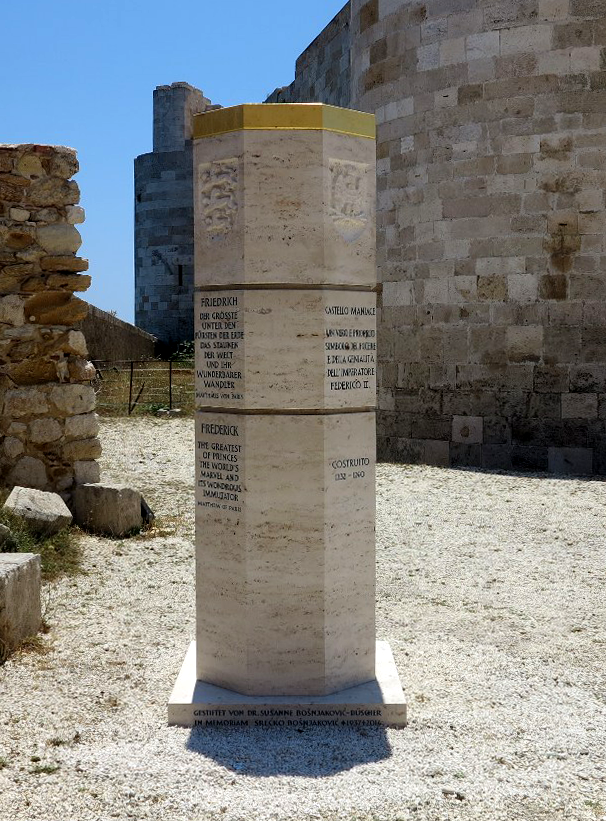
Stauferstele (2018)

Il portale marmoreo decorato, la cui profondità della strombatura fu sfruttata dai costruttori per realizzarvi dei virtuosismi artistici, pur seriamente erose dal tempo e danneggiate dall'opera degli uomini, tra gli stipiti esterni ed i pilastri interni, una serie di colonnine marmoree con capitelli a foglie uncinate permettono ancora l'individuazione di quattro figure zoomorfe, disposte due per lato, di probabile significato simbolico: sono individuabili due figure di leoni e di un ippogrifo; l'arco inferiore e l'archivolto presentano dei motivi floreali.
Uno stemma imperiale del XVII secolo è posto in cima all'ogiva del portale stesso.
La sala principale interna è costituita da 24 volte costolonate ad arco ogivale più una che dovrebbero rappresentare i regni di Federico II con al centro quello di Sicilia.
In memoria dell'imperatore Federico II, nel giugno 2018 fu eretto una Stauferstele a sinistra dell'ingresso all'edificio quadrato.

## Curiosità
- In molti blocchi di pietra sono presenti delle scritte che indicano la cava di provenienza o il lavoratore che le ha applicate. Ciò per consentire il riconoscimento dei blocchi utilizzati e il successivo pagamento.

- Il 5 Settembre 2023, una foto scattata dal fotografo Kevin Saragozza della seconda luna piena di Agosto 2023 sullo sfondo del Castello Maniace, è stata scelta come "Foto del giorno" dalla NASA per l'Astronomy Picture of the Day.[26].[27]